# Nagaur
Nagaur – miasto w Indiach, w stanie Radżastan. W 2011 roku liczyło 110 797 mieszkańców.